# Kelvin Kapumbu
Kelvin Kapumbu (ur. 4 czerwca 1996 w Lusace) – zambijski piłkarz grający na pozycji defensywnego pomocnika. Od 2022 jest zawodnikiem klubu ZESCO United.

## Kariera klubowa
Swoją karierę piłkarską Kapumbu rozpoczął w klubie Zanaco FC. W sezonie 2016 zadebiutował w jego barwach w pierwszej lidze zambijskiej. W debiutanckim sezonie wywalczył z nim mistrzostwo Zambii. W latach 2017–2018 występował w Lumwana Radiants FC, a w latach 2019-2022 ponownie w Zanaco FC, z którym w sezonie 2020/2021 został wicemistrzem kraju. Latem 2022 przeszedł do ZESCO United.

## Kariera reprezentacyjna
W reprezentacji Zambii Kapumbu zadebiutował 22 września 2019 w wygranym 1:0 meczu Mistrzostw Narodów Afryki 2020 z Eswatini, rozegranym w Manzini. W 2024 roku powołano go do kadry na Puchar Narodów Afryki 2023. Rozegrał w nim dwa mecze grupowe: z Demokratyczną Republiką Konga (1:1) i z Tanzanią (1:1).